# Furubira
Furubira (古平町, Furubira-chō) est un bourg du district de Furubira, situé dans la sous-préfecture de Shiribeshi, sur l'île de Hokkaidō, au Japon.

## Géographie

### Situation
Le bourg de Furubira est situé sur la péninsule de Shakotan, sur l'île de Hokkaidō, au bord de la mer du Japon, au Japon.

### Démographie
Au 31 mars 2015, la population de Furubira s'élevait à 3 399 habitants répartis sur une superficie de 188,36 km2.